# Shift (The Living End)
Shift è il settimo album in studio del gruppo rock australiano The Living End, pubblicato nel 2016.

## Tracce
1. One Step – 1:54
2. Monkey – 3:39
3. Death – 2:49
4. Staring Down the Barrel – 3:59
5. Keep On Running – 4:09
6. Up the Junction – 3:36
7. Wire – 3:11
8. With Enemies Like That – 4:36
9. Further Away – 3:32
10. Coma – 4:32
11. Life As We Know it – 3:00

## Formazione
Gruppo
- Chris Cheney – voce, chitarra
- Scott Owen – contrabbasso, cori
- Andy Strachan – batteria, cori

Altri musicisti
- Anton Patzner, Lewis Patzner – archi (in Keep On Running)